# عبدالله انتظام
عبدالله انتظام وزیری (زاده ۱۲۷۸ – درگذشته ۲ فروردین ۱۳۶۲) دیپلمات، سیاست‌مدار، مدیر ارشد اجرایی ایرانی، وزیر امور خارجه ایران در کابینه حسین علاء و فضل‌الله زاهدی . سفیر ایران در آلمان، رئیس هیئت مدیره و مدیرعامل شرکت ملی نفت ایران بود. او به‌دنبال مخالفت با خشونت ورزیدن در تظاهرات پانزده خرداد ۱۳۴۲ برکنار و خانه‌ نشین شد. انتظام در زمان سفارت در آلمان وارد لژ فراماسونری شد و امیر عباس هویدا را هم به عضویت آن درآورد.
او برادر نصرالله انتظام بود.

## زندگی‌ و تحصیل
عبدالله انتظام وزیری، فرزند میرزامحمدخان ملقب به انتظام‌السلطنه، از رجال دوره قاجار و  و از نوادگان میرزا عیسی وزیر تفرشی معروف به وزیر بود. مادرش، خورشید لقا خانم دختر محمدحسین خان، پسر فرخ خان امین‌الدوله بود. عبدالله و برادرش نصرالله، در عرصهٔ سیاسی ایران در دوران معاصر حضور چشمگیری داشتند تاجایی‌که دو برادر به «دوقلوهای سیاسی» معروف شدند. او دوره ابتدایی را در مدرسه اقدسیه و متوسطه را در دبیرستان ایران و آلمان در تهران به‌پایان برد و آلمانی، انگلیسی و فرانسوی را فرا گرفت. برای ادامه تحصیل به ایالات متحده آمریکا رفت و در دانشگاه لاسال علوم سیاسی خواند.

## ازدواج و فرزند
انتظام در دوران تحصیل در امریکا در سال ۱۹۲۷م -۱۳۰۶ ش با مارگارت رابینسون ازدواج کرد که از خانواده متشخص امریکایی بود و پدرش شهردار شهر جورج تاون بود و از اقوام استیون وینسنت بنت بود. در ۱۹۳۴م-۱۳۱۳ش پسری بدنیا آوردند. ولی در سه سالگی او طلاق گرفتند. مارگارت با هرولد هوران ازدواج کرد و آنها نام خانوادگی او را بر روی این پسر قرار دادند و او شد هیوم الکساندر هوران. هیوم هوران بعدها مدتی به ارتش امریکا پیوست و سپس در دانشگاه هاروارد شاگرد شرق شناس مشهور امریکایی همیلتون الکساندر روسکین گیب شد. سپس به وزارت خارجه امریکا پیوست و یکی از شرق شناسان و عرب شناسان مهم بود و  سفیر امریکا در چند کشور عرب شد.تا اینکه در سال ۲۰۰۴ میلادی درگذشت.

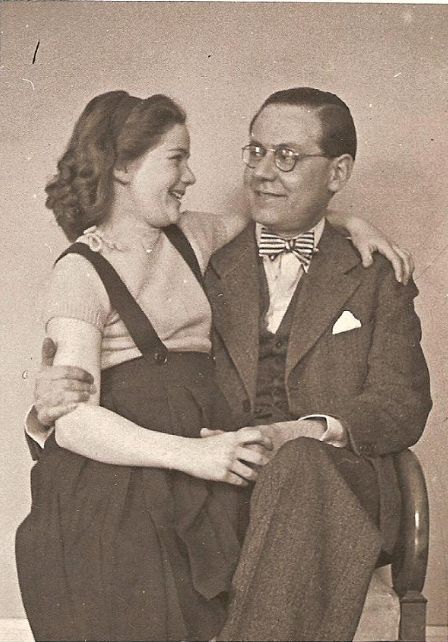
عبدالله انتظام و دخترش لیلی (لیلا برنان)

انتظام پس از بازگشت به ایران با فرح زند انصاری، نوه دختری مشاورالممالک انصاری، از خاندان کریم خان زند ازدواج نمود. وی زمانی سخنگوی دولت بود. سید عبدالله از همسر دومش فرزندی نداشت. همسر وی از خیرین بود و برای ایتام، جزامیان، نابینایان و مستمندان کهریزک مبالغی اهدا میکرد.

## زندگی حرفه ای
انتظام پس از بازگشت به تهران در ۱۲۹۷ ش به استخدام وزارت امور خارجه درآمد. ابتدا به کارآموزی در ادارهٔ سوم سیاسی وزارت امور خارجه پرداخت. چندی هم عضو ادارات مرکزی وزارت امور خارجه شد. سپس نایب سوم در سفارتخانه‌های لاهه و واشینگتن شد. پس‌از بازگشت، مدیر کل دفتر سیاسی وزارت امور خارجه شد و سپس نایب اول سفارت‌خانه‌های ورشو و برن، و سرانجام کاردار سفارت در برن شد. همچنین، نماینده ایران در سازمان ملل متحد در ژنو بود، و هم‌زمان مدیر اداره اطلاعات وزارت امور خارجه ایران و رئیس ادارهٔ سوم سیاسی آن بود. انتظام، ۱۳۱۵، کنسول ایران در پراگ شد و از اردیبهشت ۱۳۱۷ تا آذر ۱۳۱۹، کاردار ایران در سوییس بود.

### سفیر ایران در آلمان
در فروردین ۱۳۲۵، یک سال پس از پایان جنگ جهانی دوم، انتظام، وزیر مختار و سرکنسول ایران در اشتوتگارت، و نماینده ایران در شورای عالی متفقین شد و تا مرداد ۱۳۳۰ در آن ماند.

### وزیر خارجه
نام انتظام، درحالی‌که هنوز در آلمان بود، در کابینه اول حسین علاء به عنوان وزیر امور خارجه برده شد. اما پیش‌از آنکه به ایران برگردد، دولت علاء در اردیبهشت ۱۳۳۰ سقوط کرد. پس از بازگشت به ایران، مشاور عالی سیاسی و معاون نخست‌وزیر (دکتر مصدق) شد. با کودتای ۲۸ مرداد ۱۳۳۲ و سرنگونی دولت محمد مصدق و روی کار آمدن کابینهٔ فضل‌الله زاهدی در ۲۰ شهریور ۱۳۳۲، وزیر امور خارجه شد و تا فروردین ۱۳۳۴ در آن ماند.

### مدیرعامل شرکت ملی نفت
در ۱۳۳۶، با درگذشت مرتضی‌قلی خان بیات (سهام‌السلطان) رئیس هیئت مدیره و مدیرعامل شرکت ملی نفت ایران  انتظام جانشین او شد و تا ۱۳۴۲ در آن منصب ماند. انتظام از سالها قبل با حسنعلی منصور و پدر او و با امیر عباس هویدا دوستی داشت و قبلا در وزارت خارجه به آنها کمک کرده بود آن دو را به شرکت نفت دعوت کرد و به آنها منصب های مدیریتی داد.

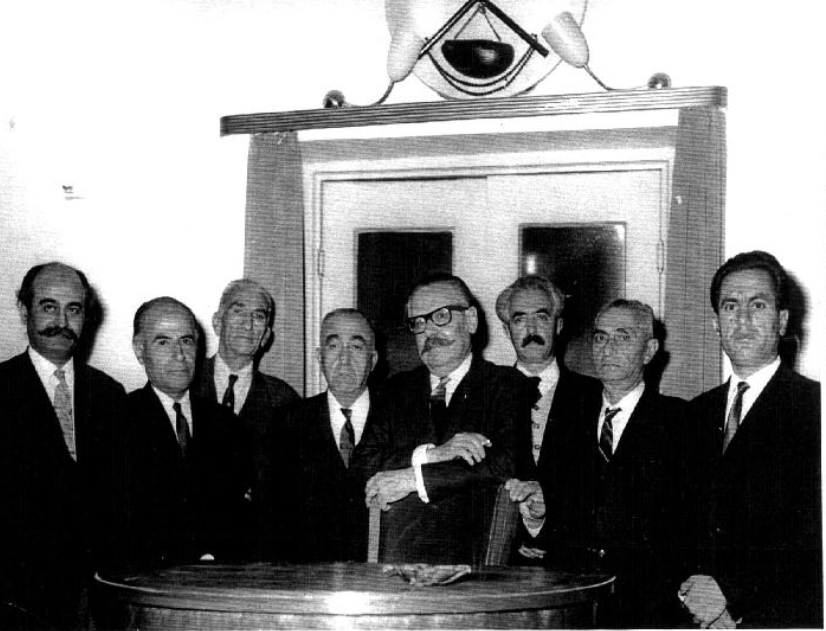
عبدالله انتظام در جمع انجمن اخوت

### برکناری
پس از ۱۵ خرداد‌ ۱۳۴۲‌ حسین عـلاء وزیر‌ دربار عده‌ای از رجال سیاسی را‌ جـمع‌ کرد و تشکیل جلسه دادند. این جمع شامل عبد الله انتظام،سپهبد مرتضی یزدان‌پناه‌،علی‌ اصغر‌ حـکمت،مـحمد عـلی وارسته،گلشائیان و چند نفر دیگر  بود و نظر دادند کـه نخست وزیر  اسد الله علم تند روی کرده و بهتر است کنار رود و برای تسکین هیجان مردم حکومتی‌ تازه‌ روی کار آید.این جلسه که بدون اطلاع مقامات به ویژه شخص شاه تشکیل شده بود باعث دلخوری شاه و برکناری وی شد.

### امرار معاش با آهنگری

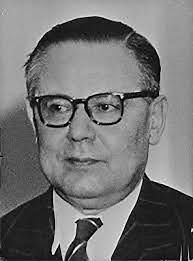
عبدالله انتظام

انتظام پس از برکناری، با حقوق ناچیز بازنشستگی آن روز که فقط ۹۵۰ تومان بود مدتی گذران کرد؛ ولی چون از لحاظ معیشت سخت در تنگنا بود، کارگاهی در منزل دایر و به آهنگری و پنجره‌سازی پرداخت و از این طریق کمبود مخارج خود را تامین کرد. تلاش نخست‌وزیر وقت برای التیام روابط وی و شاه به جایی نرسید و همچنان تا سال‌ها از صحنه  سیاست طرد بود.

## انقلاب ۵۷
در اواخر حکومت محمدرضا پهلوی، دوباره به خدمت غیررسمی فراخوانده‌ شد و چندی از مشاوران شاه بود و بهمراه  علی امینی، او را به ماندن در کشور توصیه کرد. در ۲۴ دی‌ ۱۳۵۷، با معرفی دولت شاپور بختیار از سوی شاه، عضو شورای سلطنت شد. انتظام پس از انقلاب ایران (۱۳۵۷)، زندانی نشد، چون خوش‌نام بود و حتی روح‌الله خمینی هم به زندانی‌ شدنش رغبت نشان نداد، گرچه دفتر کارش مصادره شد. (بر عکس برادرش نصرالله که مدتی در زندان زیر شکنجه بود). انتظام در دوم فروردین ۱۳۶۲، در ۸۴ سالگی در تهران درگذشت و در آرامگاه ابن بابویه آرمید.

## شخصیت
عبدالله انتظام، ریاضی‌ می‌دانست و کارشناس اپتیک بود. او مدیری خردمند و انسانی شوخ‌طبع بود. ساده و صریح سخن می‌گفت. درویش‌مسلک بود و خانه‌اش را شبیه خانقاه کرده‌بود. انتظام افزون‌بر برخورداری از تحصیلات معمول، صنعت‌گر قابلی نیز بود و در عکاسی، نجاری، تراش‌کاری و آهنگری مهارت داشت.
انتظام فراماسون بود و در سال ۱۳۳۹ ظاهراً به دستور او، هویدا به لژ فروغی پیوست که در همان سال تاسیس شده بود و  انتظام استاد بزرگ آن بود.

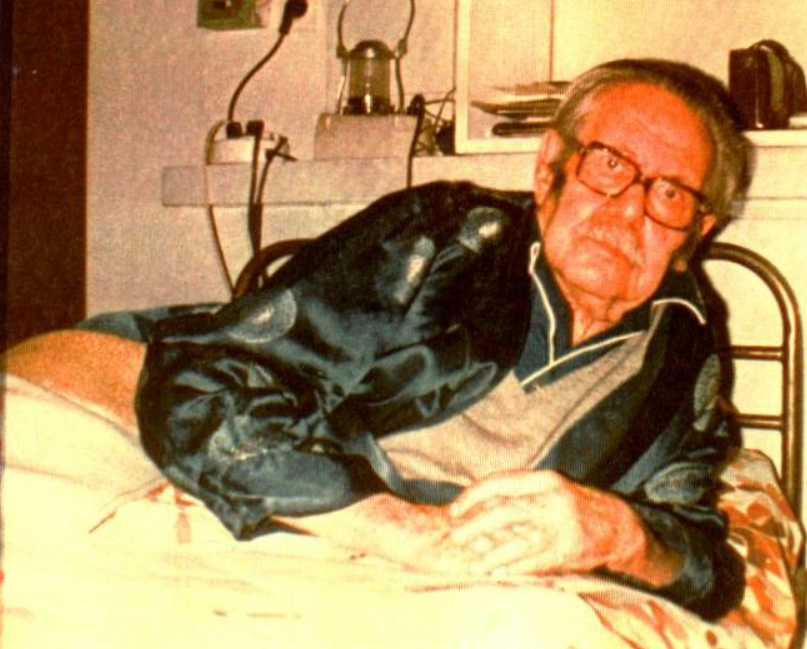
آخرین عکس عبدالله انتظام، یک روز پیش از مرگ

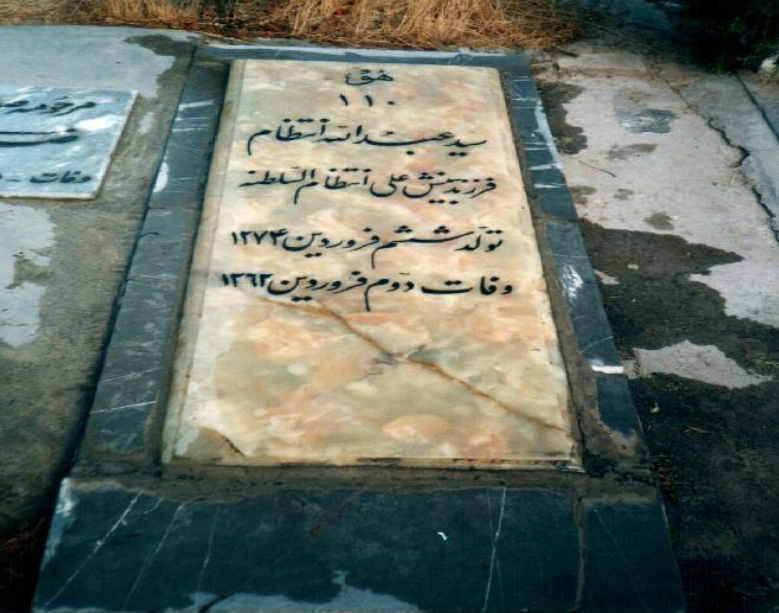
مزار عبدالله انتظام در ابن بابویه